# Kleyton Martins
Kleyton Martins (Rio de Janeiro, 4 de março de 1977) é um compositor, multi-instrumentista, produtor musical e arranjador brasileiro, notório por seus trabalhos no segmento da música cristã contemporânea.
Ficou conhecido tocando na banda do cantor Davi Sacer, após o cantor deixar o Trazendo a Arca em 2010, produzindo e arranjando seus discos. Com Sacer, trabalhou nos álbuns Confio em Ti (2010), No Caminho do Milagre (2011), Ao Deus das Causas Impossíveis (último disco do Toque no Altar com participação de Davi, 2011), Às Margens do Teu Rio (2012) e Venha o Teu Reino (2014). Ainda compôs "Meu Destino é a Rocha", que faria parte do disco Meu Abrigo (2015). Tempos depois, tocou e gravou ocasionalmente com Sacer.
A partir de 2014, passou a trabalhar como tecladista e produtor do cantor Kleber Lucas, assinando a produção dos seus álbuns subsequentes O Filho de Deus (2014) e Pela Fé (2016). Com trabalhos em gerais de música pop, Kleyton passou a assinar e participar da gravação de trabalhos de vários artistas e bandas, como Bruna Karla,[carece de fontes?] Trazendo a Arca, Shirley Carvalhaes, Luiz Arcanjo, Flordelis e Quatro por Um.

## Discografia
- 2002: Valeu a Pena - Esteves Jacinto
- 2003: O Tempo de Deus - Eliã Oliveira
- 2004: Mais que Vencedor - Eliã Oliveira
- 2005: Na Sombra d'Ele - Eliã Oliveira
- 2005: Resgatando Sonhos - Elias Silva
- 2006: Momento de Deus - Eliã Oliveira
- 2008: Oleiro - Eliã Oliveira
- 2008: O Dono da Igreja - Esteves Jacinto
- 2009: Dupla Honra - Eliã Oliveira
- 2009: A Maior Dor (Regravacao) - Eliã Oliveira
- 2010: E Ele - Eliã Oliveira
- 2010: Confio em Ti - Davi Sacer
- 2010: Cântico Novo - Elias Silva
- 2011: Canções, Eternas Canções - Vol. 3 - Alex Gonzaga
- 2011: Majestade - Jill Viegas
- 2011: Trajetória de Um Fiel - Eliã Oliveira
- 2011: No Caminho do Milagre - Davi Sacer
- 2011: Ao Deus das Causas Impossíveis - Apascentar de Louvor
- 2012: Maravilhosa Graça - Geraldo Guimarães
- 2012: Vencendo de Pé - Eliã Oliveira
- 2012: Às Margens do Teu Rio - Davi Sacer
- 2012: Ao Deus das Causas Impossíveis - Apascentar de Louvor
- 2013: O Maior Troféu - Damares
- 2013: A Carta - Eliã Oliveira
- 2013: Sou Um Milagre - Elias Silva
- 2014: Venha o Teu Reino - Davi Sacer
- 2014: O Filho de Deus - Kleber Lucas
- 2014: Devo Seguí-lo - Verônica Sacer
- 2014: Céus Abertos - Geraldo Guimarães
- 2014: O Natal de Todos Nós - Vários artistas
- 2014: A Volta por Cima - Flordelis
- 2014: Você Pode Adorar - Ministério Você Pode Adorar
- 2015: Deixa o Céu Descer - Quatro por Um
- 2015: Confiança - Jairo Bonfim
- 2015: Autoridade e Unção - Léa Mendonça
- 2015: Habito no Abrigo - Trazendo a Arca
- 2015: Perto de Ti - Graciele Farias
- 2015: Confiarei - Sergio Costa
- 2016: Meu Coração É Teu Altar - Shirley Carvalhaes
- 2016: Amo Você – Melhores Momentos - Vários artistas
- 2016: Pela Fé - Kleber Lucas
- 2016: Gospel Hits - Davi Sacer
- 2016: Nada Além da Graça - Delino Marcal
- 2016: Providencia - Eliã Oliveira
- 2016: Tem Deus - Cyda Brandao
- 2016: Santa Presença - Rebeca Rabello
- 2016: Quem É Você - Celina Borges
- 2016: O Novo de Deus - Danielle Lima
- 2016: Brincando de Escolinha - Vaneyse
- 2016: Vai Ficar Tudo Bem - Joquebede Rodrigues
- 2017: Live Session - Kleber Lucas
- 2017: Realize - Flordelis
- 2017: Incomparável - Bruna Karla
- 2017: Deus de Moises - Marcelo Santos
- 2018: O Sonho não Morreu - Flordelis
- 2019: Creio - Bruna Karla
- 2019: O Céu em Ação - Eliã Oliveira
- 2019: Live Session - Flordelis
- 2020: Um Pedido - Davi Sacer